# Лиинахамари
Лиинахама́ри, также — Де́вкина За́водь (устаревшие названия — Отворотная Тонь, Вортнелухт) — населённый пункт в Печенгском районе Мурманской области, порт в Печенгском заливе.

## География
Бухта Девкина Заводь находится на западном берегу Печенгской губы к востоку от Трифонова озера (Трифонаярви). В 15 км к западу от посёлка Лиинахамари находится государственная граница Норвегии. Место включено в перечень населенных пунктов Мурманской области, подверженных угрозе лесных пожаров.

## История

### Российская империя
Впервые поселение Лиинахамари упоминается в Писцовых книгах Новгородской земли за 1608 год как Отворотная Тонь или Отворотная Тоня Печенгского погоста. Погост находился на левом берегу реки Печенги, при нём располагался Печенгский Трифонов монастырь. Основное население погоста составляли лопари, промышлявшие ловлей рыбы. Саамы, в свою очередь, называли это место Вортнелухт, что было связано с распространением удильной ловли сёмги в заливе. 
С 1800-х годов залив и прилегающие к нему земли входили в состав Российской империи. Отделившееся в 1917 году Великое княжество Финляндское стало независимой страной Финляндией, а в России большевиками была образована РСФСР. При этом в России началась гражданская война, основными силами в которой были «белые» и «красные». Борьба этих сил происходила на территории бывшей империи, в том числе как внутри Финляндии, так и между финскими и русскими «белыми» и советскими «красными» войсками на территории РСФСР. Эти бои, вошедшие в историю как первая советско-финская война, закончились в 1920 году мирным договором, заключённым в Тарту. Согласно этому мирному договору между РСФСР и Финляндией, порт Лиинахамари вошёл вместе со всем районом Петсамо в состав Финляндии.

### Финляндия

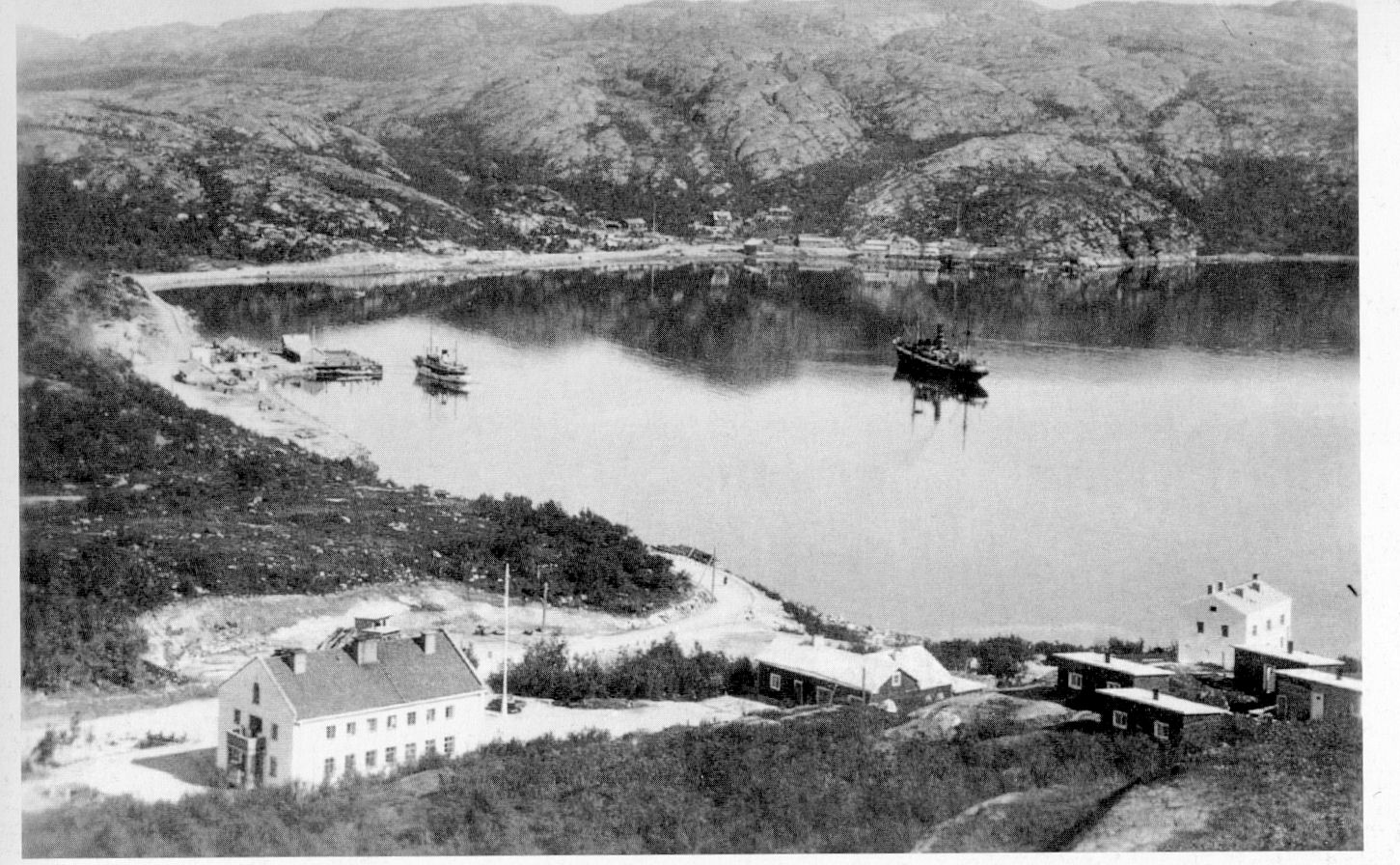
Порт Лиинахамари, 1930-е

Лиинахамари был единственным океанским портом Финляндии — он имел выход в Баренцево море Северного Ледовитого океана. Так называемая Дорога на Ледовитый океан (фин. Jäämerentie) из Рованиеми через Соданкюля в Лиинахамари была построена до 1931 года. Это привлекло туристов, так как в единственный порт на Баренцевом море стало возможно приехать на автомобиле.

### Вторая мировая война
Во время советско-финской зимней войны 1939—1940 годов, СССР занял район Печенги, однако по окончании войны вернул его обратно Финляндии, за исключением западной части полуострова Рыбачьего. Согласно некоторым точкам зрения, это было сделано из-за возможных осложнений с правительствами стран, которые вели добывающую деятельность в районе.
В годы Советско-финской войны 1941—1944 годов — Великой Отечественной войны порт Лиинахамари был главной базой для вывоза никеля из стратегически важных для Германии месторождений в районе посёлка Петсамо, а также одной из важнейших военно-морских баз Кригсмарине на побережье Баренцева моря. Эта база играла огромную роль в борьбе с советским Северным флотом и арктическими конвоями союзников в СССР, а также находилась на передовом рубеже обороны оккупированной немцами Норвегии от наступающей Советской армии.
В 1943 году в окрестностях Лиинахамари (ныне урочище Девкина заводь в средней части Печенгского залива) немцы скрытно построили военный объект (силами советских военнопленных, уничтоженных по окончании работ). Пленные рубили в скалах многометровые штольни для сооружения цехов завода неустановленного назначения, а также помещения для госпиталя.
Порт и гавань Лиинахамари были превращены в мощный оборонительный район во фьорде Петсамовуоно. В целом система обороны Лиинахамари и залива насчитывала 4 береговые батареи 150 и 210-миллиметровых орудий, 20 батарей 88-миллиметровых зенитных орудий противовоздушной обороны, оборудованных для стрельбы по наземным и морским целям. В порту на причалах были оборудованы железобетонные доты с бронированными колпаками.
19 сентября 1944 Финляндия и СССР заключили Московское перемирие, завершившее советско-финскую войну. По его условиям, Лиинахамари, как и весь район Петсамо, вошла в состав Мурманской области РСФСР.
13 октября 1944 года советский морской десант овладел портом и посёлком. В результате Петсамо-Киркенесской операции вся Печенга была занята Красной Армией.

### СССР

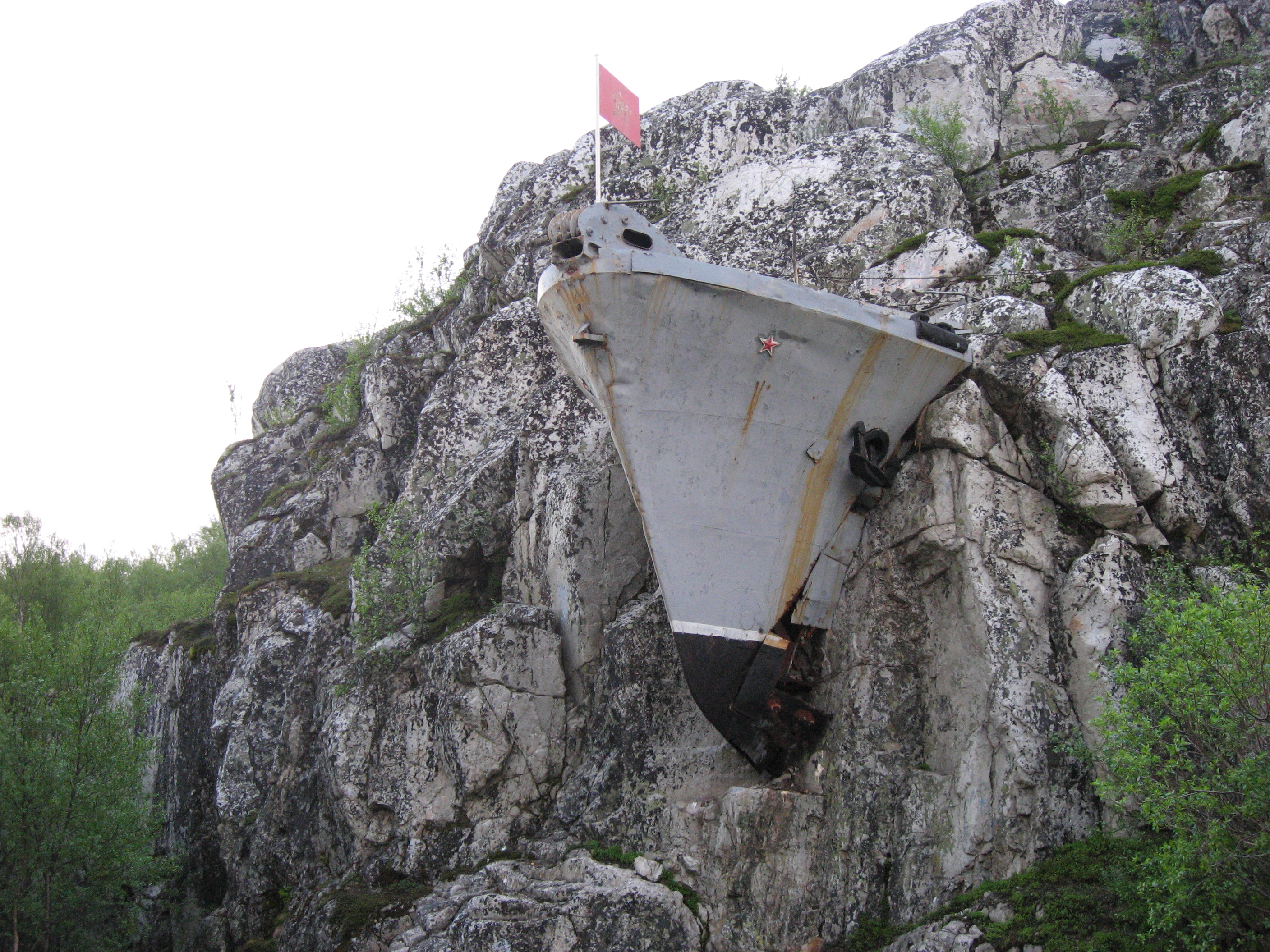
Памятный знак морякам ОВРа (в/ч 10678)

На картах и морских атласах начала 1950-х годов Лиинахамари указывалась как Девкина Заводь, впоследствии с 1960-х годов вновь стало использоваться финнское название. В послевоенные годы в Лиинахамари были размещены база 42-й бригады подводных лодок, дивизион малых ракетных кораблей (МРК), 15-я бригада охраны водного района (ОВРа), состоящая из сторожевых кораблей (СКР) 50-го проекта, кораблей воздушного наблюдения (КВН) и тральщиков Северного флота. Также располагалась одна из крупнейших торпедно-технических баз Северного флота.

### Россия

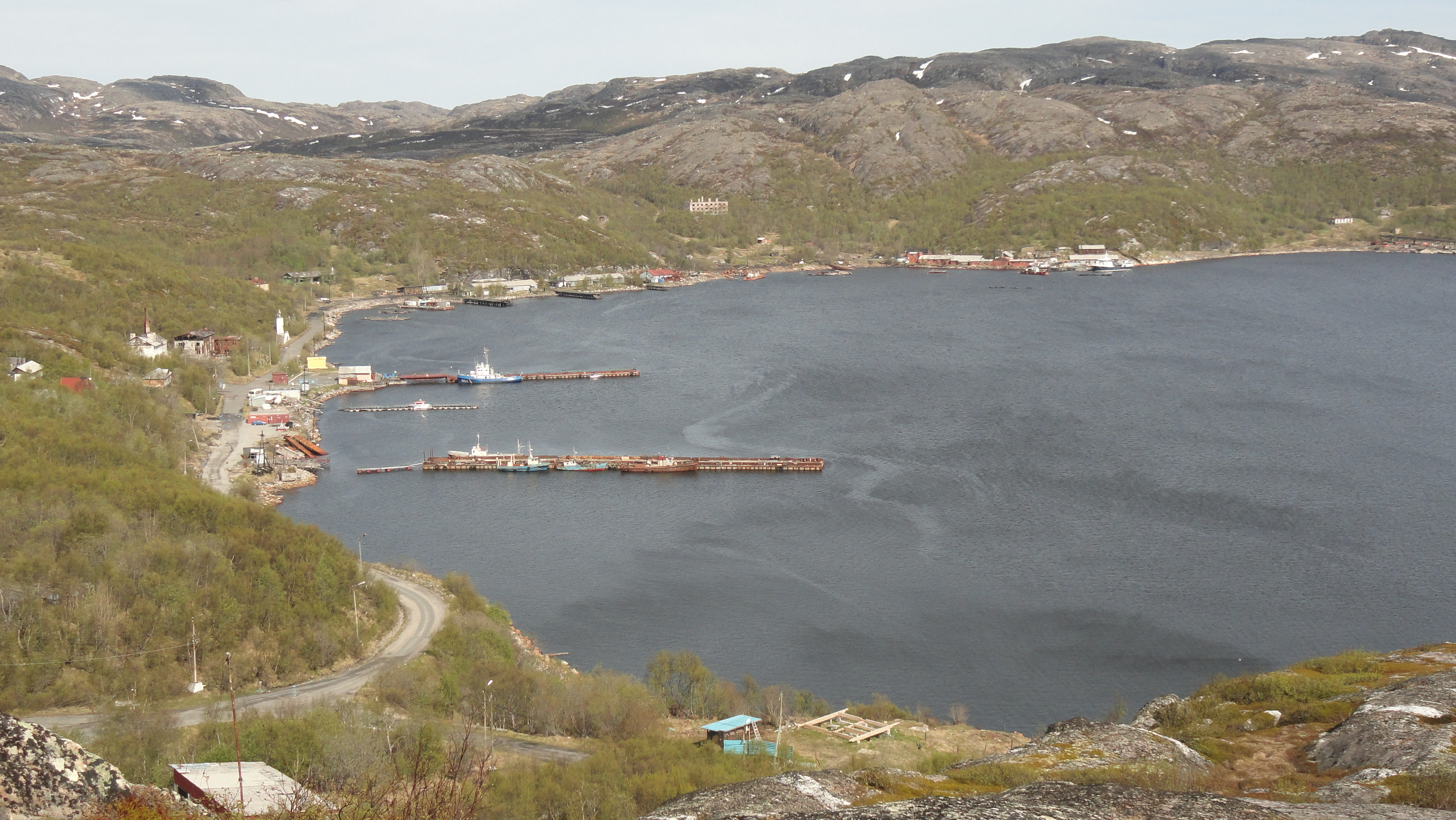
Залив и порт Лиинахамари, 2010.

В 1993 году губернатор Мурманской области Евгений Комаров предложил построить в Печенгской губе специализированный порт, оснащенный нефтяным терминалом и мощностями по переработке углеводородного сырья. Под строительство терминала и завода предполагалось использовать бывшую военно-морскую базу Лиинахамари. Проект получил название «Северный морской порт Печенга», стоимость его ориентировочно оценивалась в 3−4 млрд долларов. По мнению экспертов, новый порт должен был стать одним из самых налогоёмких предприятий Северо-Запада России и полностью окупиться в течение пяти лет.
В ходе муниципальной реформы с января 2005 года Лиинахамари вошёл в городское поселение Печенга Печенгского района.
В 2019 году компания «Норильский никель» объявила о намерении создать в районе посёлка туристический кластер «Порт Лиинахамари».

## Население
| 2002 | 2010 |
| ---- | ---- |
| 922  | ↘475 |

Численность населения, проживающего на территории населённого пункта, по данным Всероссийской переписи населения 2010 года составляет 475 человек, из них 230 мужчин (48,4 %) и 245 женщин (51,6 %).
В 2002 году в посёлке проживало 922 человека.

## Экономика
В Лиинахамари действует порт на побережье Печенгского залива (бывшая база СФ ВМФ). Из двух причалов, один, принадлежащий муниципалитету — в аварийном состоянии; второй — в ведении пограничников. Созданная в 2000 году компания «Гиганте Печенга» (дочерняя компания норвежской Gigante Havbruk AS) в 2008 году была готова сама построить причал, но получить на это разрешение им не удалось, так как Лиинахамари — пограничная зона.
В настоящее время в посёлке располагается пограничная застава и сельскохозяйственный производственный кооператив Рыболовецкий колхоз «Печенгский промысел».
В июле 2010 года губернатор Мурманской области Дмитрий Дмитриенко сказал: «Если ещё год назад поселок Лиинахамари был полностью депрессивным, то теперь здесь не хватает рабочих рук, и людей на работу возят из соседнего Никеля».
На данный момент в посёлке также работают филиал компании «Балтийский берег» завод «Русский лосось» и туристическая компания «Diver sea».
В августе 2019 года была зарегистрирована компания ООО «Порт Лиинахамари», учредителем которой выступил «Норильский никель». Предполагается, что порт Лиинахамари будет принимать круизные суда, а в приграничном районе Заполярья будут построены гостиницы, рестораны, кафе, магазины, глэмпинги лёгкие приюты, яхт-клуб.
В 2021 году губернатор Мурманской области Андрей Чибис сказал: «…при моей жизни и работе в Мурманской области мы точно не рассматривали развитие порта в Лиинахамари с долей серьезности. Туристический кластер — да, будет, а порт — нет».

## Транспорт
Автобусное сообщение с Мурманском и Никелем. Ближайшая железнодорожная станция — Печенга (15 км).

## Образование
В Лиинахамари действуют Средняя общеобразовательная школа № 23 (ранее № 8) и Детская музыкальная школа № 3.

## В искусстве
Песню «Линахамари» исполняли: певица Валентина Дворянинова, Ансамбль песни и пляски Краснознамённого Северного Флота.

## В фольклоре
У моряков Северного флота ВМФ России база в Лиинахамари носит фольклорное название «Лихо на море».